# ثور يقاتل ثعبان مدكارد (لوحة)
ثور يقاتل ثعبان مدكارد (بالإنجليزية: Thor Battering the Midgard Serpent)‏ هي لوحة من 1790 للفنان السويسري هنري فوسيلي. وهي تصور رحلة صيد ثور للثعبان العظيم يورمونغاند إحدى أشهر الأساطير في الميثولوجيا الجرمانية، كانت اللوحة بمثابة دبلوم فوسيلي لانتخابه للأكاديمية الملكية البريطانية للفنون في عام 1790. اللوحة جزء من المجموعة الأكاديمية الملكية للفنون، لندن 

## خلفية
في الأساطير الإسكندنافية، أنجب الإله لوكي والعملاقة أنجربوتا ثلاثة أطفال، أحدهم كان أفعى مدكارد (يورمونغاند). أخذ الإله أودين هؤلاء الأطفال وألقى بيورمونغاند في البحر الذي يحيط بمدكارد. نما الثعبان ليحيط جسده بالعالم، ثم أمسك بذيله في فمه حتى صنع حلقة حول الأرض. عندما يفلت ذيله، ستبدأ راجناروك. لذلك وجب على ثور، ابن أودين، أحد أقوى الآلهة. كان عليه أن يقاتل الثعبان يورمونغاند، لذا يبحر بقارب صغير مع العملاق أيمير بحيث قام ثور بقطع رأس وعل واستخدمه كطعم في الخطاف لجذب الثعبان. سقط يورمونغاند في الفخ وأبتلع الطعم وفي تلك اللحظة نظر كل من ثور ويورمونغاند إلى عيني بعض. في تلك اللحظة قطع العملاق أيمير الخطاف وتحرر الثعبان وعاد إلى البحيرة، لكن ثور ألقى بمطرقته ميولنير وضرب رأس يورمونغاند مما أسفر عن مقتلها.
كان فوسيلي مؤيدًا متحمسًا للثورة الفرنسية التي بدأت بالفعل عندما رسم هذا. يمكننا تشبيه الثعبان بالنظام القديم وشخصية ثور بالشعب الفرنسي.

## الوصف
تظهر أمامنا شخصية ذكورية قوية، تخرج من مزيج بين الظلام والأمواج العاصفة. إنه تمثُّيل يفوق الطبيعة، كيان ذو بنية شبيهة بالالهه. يستعد بذراعه اليسرى لضرب الثعبان يورمونغاند، وبمينه يمسك الوحش من خلال السلسلة الملفوفه حول رقبته. مع انحناء رأسه لمواجهة عدوه، يحجب الظل وجه ثور، لكننا نرى الخطوط العريضة لجبينه وفمه مركّزين. ينظر الوحش يورمونغاند إلى بطل الرواية، ونُوضع نحن المشاهد في نفس مستواه بحيث يتعين علينا أيضًا أن نرفع أعيننا إلى البطل.
جسد ثور الخارق هو رمز للقوة والأسطورة القديمة، وحقيقة أنه تم تصويره بصلابة التمثال الكلاسيكي ومثاليته تضيف فقط إلى قوته. في المقابل، يجلس رجل عجوز في مؤخرة القارب. هذا هو إيمر العملاق، الذي لم يفيد ثور بكل المقاييس في معركته ضد الثعبان. نادرًا ما تكون لوحات فوسيلي بدون وجود شبحي، وهذه الصورة ليست استثناءً. في الزاوية العلوية اليسرى من اللوحة، يجلس رجل ملتح كبير السن يشرف على معركة ثور هو الاله أودين. يقع المشهد في منظر طبيعي مظلم في الليل، في الظل، شبيه للأدب القوطي، الذي ولد في نهاية القرن الثامن عشر، في نفس الوقت الذي نجح فيه فوسيلي كرسام.

## الرسام

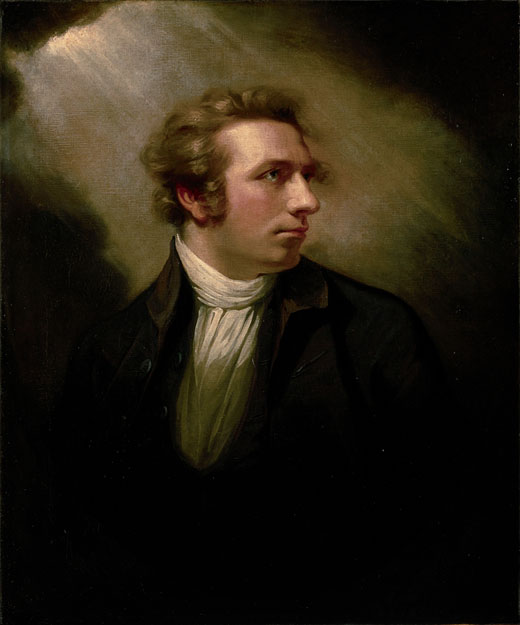
هنري فوسيلي

هنري فوسيلي (7 فبراير 1741 - 16 أبريل 1825) كان فنان رسم بريطاني من أصل ألماني-سويسري. ولد في سويسرا الثاني لثمانية عشر طفل، والده كان يوهان كاسبر فوسلي، رسام بورتريهات ومناظر طبيعية، أرسل هنري للكنيسة، ثم لكلية كارولين في زيورخ حيث تلقي تعليم ممتاز عن الفن التقليدي «الكلاسيكي» أحد زملائه هناك كان يوهان لافاتير، حيث أصبحا صديقين مقربين. أجبر هنري على مغادرة البلاد عام 1761 بعد أن ساعد صديقه يوهان لافاتير على فضح أحد القضاة الفاسدين، حيث سعت عائلة القاضي القوية للثأر منه. كان سفره الأول في أنحاء ألمانيا، وفي عام 1765 زار إنجلترا، حيث ساند نفسه لبعض الوقت بكتابات شتى. في أخر الأمر تعرف على جوشوا رينولدز أحد أبرز رسامين القرن الثامن عشر، حيث عرض عليه لوحاته، وبإتباع نصيحة جوشوا رينولدز كرس نفسه للرسم. في عام 1770 سافر إلي إيطاليا لدراسة الفن، حيث عكف فيها إلى عام 1778.